# NRL 2002
Die NRL 2002 war die fünfte Saison der National Rugby League, der australisch-neuseeländischen Rugby-League-Meisterschaft. In der fünften Saison stieg die Anzahl der Teams von 14 auf 15, da die South Sydney Rabbitohs sich vor Gericht gegen ihren Ausschluss aus dem Jahr 2000 durchsetzen konnten und so wieder am Spielbetrieb teilnahmen. Den ersten Tabellenplatz nach Ende der regulären Saison belegten die New Zealand Warriors. Diese verloren im Finale 8:30 gegen die Sydney Roosters, die damit zum ersten Mal die NRL gewannen.

## Tabelle
Siehe NRL 2002/Ergebnisse für eine vollständige Liste aller Ergebnisse der regulären Saison.
|      | Team                          | Spiele | Siege | Unent. | Ndlg. | Spiel- punkte | Diff. | Tabellen- punkte |
| ---- | ----------------------------- | ------ | ----- | ------ | ----- | ------------- | ----- | ---------------- |
| 01.  | New Zealand Warriors          | 24     | 17    | 0      | 7     | 688:454       | + 234 | 38               |
| 02.  | Newcastle Knights             | 24     | 17    | 0      | 7     | 724:498       | + 226 | 38               |
| 03.  | Brisbane Broncos              | 24     | 16    | 1      | 7     | 672:425       | + 247 | 37               |
| 04.  | Sydney Roosters               | 24     | 15    | 1      | 8     | 621:405       | + 216 | 35               |
| 05.  | Cronulla-Sutherland Sharks    | 24     | 15    | 0      | 9     | 653:597       | + 56  | 34               |
| 06.  | Parramatta Eels               | 24     | 10    | 2      | 12    | 531:440       | + 91  | 26               |
| 07.  | St. George Illawarra Dragons  | 24     | 9     | 3      | 12    | 632:546       | + 86  | 25               |
| 08.  | Canberra Raiders              | 24     | 10    | 1      | 13    | 471:641       | - 170 | 25               |
| 09.  | Northern Eagles               | 24     | 10    | 0      | 14    | 503:740       | - 237 | 24               |
| 010. | Melbourne Storm               | 24     | 9     | 1      | 14    | 556:586       | - 30  | 23               |
| 011. | North Queensland Cowboys      | 24     | 8     | 0      | 16    | 496:803       | - 307 | 20               |
| 012. | Penrith Panthers              | 24     | 7     | 0      | 17    | 546:654       | - 108 | 18               |
| 013. | Wests Tigers                  | 24     | 7     | 0      | 17    | 498:642       | - 144 | 18               |
| 014. | South Sydney Rabbitohs        | 24     | 5     | 0      | 19    | 385:817       | - 432 | 14               |
| 015. | Canterbury-Bankstown Bulldogs | 24     | 20    | 1      | 3     | 707:435       | + 272 | 8*               |

- Da in dieser Saison jedes Team zwei Freilose hatte, wurden nach der Saison zur normalen Punktezahl noch 4 Punkte dazugezählt.

* Canterbury-Bankstown wurden 37 Punkte abgezogen wegen Verstößen gegen das Salary Cap.

## Playoffs

### Qualifikations/Ausscheidungsplayoffs
| 13. September 19:30 | Sydney Roosters | 32 : 20 | Cronulla-Sutherland Sharks | Sydney Football Stadium, Sydney Zuschauer: 25.366 Schiedsrichter: Paul Simpkins |
| 13. September 19:30 | (12:8) Bericht  |         |                            | Sydney Football Stadium, Sydney Zuschauer: 25.366 Schiedsrichter: Paul Simpkins |

| 14. September 17:30 | Brisbane Broncos | 24 : 14 | Parramatta Eels | ANZ Stadium, Brisbane Zuschauer: 19.115 Schiedsrichter: Sean Hampstead |
| 14. September 17:30 | (6:8) Bericht    |         |                 | ANZ Stadium, Brisbane Zuschauer: 19.115 Schiedsrichter: Sean Hampstead |

| 14. September 19:30 | Newcastle Knights | 22 : 26 | St. George Illawarra Dragons | Energy Australia Stadium, Newcastle Zuschauer: 21.051 Schiedsrichter: Bill Harrigan |
| 14. September 19:30 | (12:14) Bericht   |         |                              | Energy Australia Stadium, Newcastle Zuschauer: 21.051 Schiedsrichter: Bill Harrigan |

| 15. September 16:00 | New Zealand Warriors | 36 : 20 | Canberra Raiders | Ericsson Stadium, Auckland Zuschauer: 25.800 Schiedsrichter: Tim Mander |
| 15. September 16:00 | (14:10) Bericht      |         |                  | Ericsson Stadium, Auckland Zuschauer: 25.800 Schiedsrichter: Tim Mander |

### Viertelfinale
| 21. September 19:30 | St. George Illawarra Dragons | 24 : 40 | Cronulla-Sutherland Sharks | Sydney Football Stadium, Sydney Zuschauer: 31.783 Schiedsrichter: Bill Harrigan |
| 21. September 19:30 | (18:12) Bericht              |         |                            | Sydney Football Stadium, Sydney Zuschauer: 31.783 Schiedsrichter: Bill Harrigan |

| 22. September 15:00 | Sydney Roosters | 38 : 12 | Newcastle Knights | Sydney Football Stadium, Sydney Zuschauer: 23.816 Schiedsrichter: Sean Hampstead |
| 22. September 15:00 | (6:6) Bericht   |         |                   | Sydney Football Stadium, Sydney Zuschauer: 23.816 Schiedsrichter: Sean Hampstead |

### Halbfinale
| 28. September 19:30 | Sydney Roosters | 16 : 12 | Brisbane Broncos | Sydney Football Stadium, Sydney Zuschauer: 28.251 Schiedsrichter: Bill Harrigan |
| 28. September 19:30 | (8:12) Bericht  |         |                  | Sydney Football Stadium, Sydney Zuschauer: 28.251 Schiedsrichter: Bill Harrigan |

| 29. September 15:00 | New Zealand Warriors | 16 : 10 | Cronulla-Sutherland Sharks | Telstra Stadium, Sydney Zuschauer: 45.782 Schiedsrichter: Tim Mander |
| 29. September 15:00 | (6:0) Bericht        |         |                            | Telstra Stadium, Sydney Zuschauer: 45.782 Schiedsrichter: Tim Mander |

### Grand Final
| 6. Oktober 2002 19:00 | Sydney Roosters | 30 : 8        | New Zealand Warriors                                                            | Telstra Stadium, Sydney Zuschauer: 80.130 Schiedsrichter: Bill Harrigan |
| 6. Oktober 2002 19:00 | Versuche: Hegarty 23. erh. Wing 58. erh. Fitzgibbon 65. erh. Flannery 71. erh. Fletcher 75. erh. Erhöhungen: Fitzgibbon (5/5) | (6:2) Bericht | Versuche: Jones 46. erh. Erhöhungen: Cleary (1/1) Straftritte: Cleary (1/1) 29. | Telstra Stadium, Sydney Zuschauer: 80.130 Schiedsrichter: Bill Harrigan |

| 1                  | Luke Phillips       |
| 2                  | Brett Mullins       |
| 4                  | Justin Hodges       |
| 3                  | Shannon Hegarty     |
| 5                  | Anthony Minichiello |
| 6                  | Brad Fittler        |
| 7                  | Craig Wing          |
| 8                  | Jason Cayless       |
| 9                  | Simon Bonetti       |
| 10                 | Peter Cusack        |
| 14                 | Adrian Morley       |
| 12                 | Craig Fitzgibbon    |
| 13                 | Luke Ricketson      |
| Auswechselspieler: |                     |
| 11                 | Bryan Fletcher      |
| 15                 | Andrew Lomu         |
| 16                 | Chris Flannery      |
| 17                 | Michael Crocker     |

| 1                  | Ivan Cleary        |
| 2                  | Justin Murphy      |
| 3                  | Clinton Toopi      |
| 4                  | John Carlaw        |
| 5                  | Francis Meli       |
| 6                  | Motu Tony          |
| 7                  | Stacey Jones       |
| 8                  | Jerry Seu Seu      |
| 9                  | PJ Marsh           |
| 10                 | Mark Tookey        |
| 11                 | Ali Lauiti'ti      |
| 12                 | Awen Guttenbeil    |
| 13                 | Kevin Campion      |
| Auswechselspieler: |                    |
| 14                 | Lance Hohaia       |
| 15                 | Richard Villasanti |
| 16                 | Wairangi Koopu     |
| 17                 | Logan Swann        |